# 虢公丑
虢公醜（？—？），姬姓，虢叔氏，名醜。春秋时期西虢国末代君主。

## 生平

### 拥立惠王
虢公醜早年事迹不详，主要活跃于周惠王时期。周惠王之弟王子颓是周庄王和宠姬姚氏所生之子，深得周庄王的宠爱，周庄王任命蒍国担任王子颓的师傅。周惠王继位后，夺取了蒍国的菜园来蓄养野兽，还一并夺取了边伯的住宅、子禽祝跪和詹父的田地、收回了膳夫石速的俸禄。五位大臣心怀不满，于前675年秋以拥立王子颓为名，联合苏国国君发动叛乱，但遭到失败。五大夫出奔至温（今河南省温县），苏子和王子颓则逃亡到卫国。后在卫国和南燕国的帮助下，周惠王被赶出王都。同年冬，王子颓被立为周天子。
逃亡的周惠王得到了郑厉公的保护，郑厉公得知王子颓继位后沉湎于歌舞酒色之中，便同虢公醜在弭地（今河南省新密市境内）会谈，商议如何帮助周惠王复位。前673年夏，郑厉公联合虢公醜进攻雒阳（今河南省洛阳市王城公园附近）王城，郑厉公率军带领周惠王从圉门入城；虢公醜率军从北门入城，诛杀王子颓和五大夫，平定了王子颓之乱。战后郑厉公在宫门口西阙设宴招待周惠王，席间周惠王把王后的鞶鉴赐给他。虢公醜也请求赏赐，周惠王于是把青铜酒杯赐给他。由于青铜酒杯比鞶鉴贵重，郑厉公因为奖赏不公而怨恨周惠王。
同年，周惠王在虢国巡视时，虢公醜为周惠王在玤（今河南省渑池县境内）建造行宫。周惠王感激虢公醜，便将酒泉（今河南省渑池县境内）的土地赏赐给他。

### 重神轻民
前662年，有丹朱之神降临在虢国的莘地（今河南省陕县硖石镇西），周惠王向内史过询问是何征兆。内史过对周惠王说：“正直的君主遇到神，叫做迎福；淫邪的君主遇到神，叫做遭祸。如今虢公醜逐渐荒淫，恐怕虢国要灭亡了吧？”周惠王于是派太宰忌父、太祝、太史以及丹朱的后裔傅氏带着牲畜、谷物、玉帛等祭品献给神灵，内史过也随行来到虢国。虢公醜也派祝应、宗区、史嚚去祷告神灵，请求丹朱神赐予他土地。内史过返回后向周惠王断定虢国必将在五年之内灭亡，又指出虢公醜不诚心祭祀而向神灵求福，滥用民力来满足自己的私欲，神灵一定会降祸于他。史嚚认为虢公醜重神轻民、多行不义，神灵又怎么可能会赐给他土地。
有一次虢公醜做梦梦见有一个脸上长着白毛虎爪的神，拿着斧钺站在虢国宗庙西边的屋檐下，虢公醜受到惊吓而逃走。神说：“不要走！上天命令说：‘让晋国人进入你的国门’。”虢公醜下拜磕头后惊醒，于是向史嚚询问这个梦的吉凶。史嚚回答说：“虢公你所描述的是西方之神蓐收，他主管天上刑杀，上天命令的事情都是由神完成的。”虢公醜竟然下令囚禁史嚚，并要求国人祝贺他这个梦是吉利的。舟之侨据此判断虢国即将灭亡，于是带领族人逃亡至晋国。

### 对外战争
虢公醜在位期间，数次发动对外战争。前664年，虢公醜奉周惠王之命讨伐樊国，将前年背叛周惠王的樊仲皮押解至京师。前660年，虢公醜在渭汭（今陕西省华县渭河入河口地带）击败犬戎。前658年，虢公醜又在桑田（今河南省灵宝市境内）击败当地的戎族。虢公醜多次兴师动众、滥用武力，一方面消耗了虢国的国力，另一方面也破坏了与邻近诸侯国的关系，为虢国的灭亡埋下了伏笔。

### 亡国之君
虢、晋两国隔黄河相邻，春秋初年，晋国国内屡次发生旁族曲沃（今山西省闻喜县东）一支与晋国国君争夺君位的冲突，而虢国国君屡次秉承周天子之意，干涉晋国内政，致使两国关系不睦。虢公醜在位时，更加激化了两国的矛盾。前679年，曲沃武公攻灭晋侯缗，又用宝器贿赂周僖王，周僖王遂承认曲沃一支代替晋国公族成为诸侯，曲沃武公正式更名为晋武公，而此前屡次兴兵讨伐曲沃一支的虢国国君又转而支持晋武公。前676年，虢公醜和晋国新任国君晋献公共同朝见周惠王。席间周惠王用甜酒招待，允许他们向自己敬酒，又各赐给他们玉五对，马四匹。同年，虢公醜又与晋献公、郑厉公一起派原庄公去陈国迎接周惠王的王后陈妫。晋献公继位后，为彻底解决国内君位隐患，采纳士蔿的建议，唆使诸公子诛灭游氏家族，然后将他们集中起来筑城居住，最后派兵全部诛杀。侥幸逃脱的公子出奔至虢国，在他们的教唆下，虢公醜于前668年两次派兵攻打晋国，但未能取胜。次年，晋献公准备攻打虢国，但被士蔿以时机不成熟而劝阻。晋献公在完全解除国内隐患后，决定灭亡虢国。前658年，晋献公派大夫荀息用屈地（山西省吉县东北）出产的马和垂棘出产的璧玉贿赂虞国国君，向虞国借道攻打虢国。虞公贪图晋国的宝物，不顾宫之奇的劝谏，率军回合晋国里克、荀息的军队，攻取了虢国的重镇下阳（又称北虢，今山西省平陆县东北盘南村遗址）。随后命瑕父、吕饴甥驻扎于此。而虢公醜不顾亡国的威胁，反而兴兵攻打桑田的戎族。前655年，晋献公再次使用假道伐虢之计，向虞国借道。宫之奇以唇亡齿寒的道理劝谏虞公，虞公不听。同年冬，晋军会和虞师夺取上阳（又称南虢，今河南省陕县东南李家窑遗址），攻灭虢国，虢公醜出奔至东周京师。晋军又以驻军为名趁机灭亡虞国，俘虏了虞公和他的大夫井伯。虢公醜后來辗转来到苏国，客死于此。据记载，温县境内的虢公冢和虢公台都与虢公醜有关。

## 评价
虢公醜是一位残暴昏庸的君主，政治上他轻民重神、贪婪专横；外交上他追随日益衰落的周王室，交恶诸侯；军事上他穷兵黩武，滥用武力，他的一系列决策失误最终导致虢国灭亡。历史上对于虢公醜多有负面评价：内史过称他“虐而听于神”；史嚚称他“虢多凉德”；舟之侨称虢公醜“无德而禄”。晋国的卜偃评价虢公醜：（虢公醜）亡下阳不惧，而又有功，是天夺之鉴，而益其疾也。

## 文学形象
长篇历史小说《东周列国志》中，虢公醜于第二十五回《智荀息假途灭虢 穷百里饲牛拜相》中登场。篇中描写虢、虞两国唇齿相依，虢公醜屡次派兵袭扰晋国南方而晋国无可奈何。晋献公决定攻灭虢国，于是采纳荀息的建议，向虢公醜献能歌善舞的美女使其耽于声色。虢公醜不顾舟之侨的劝谏，与晋国结盟。他又怒于舟之侨的屡次劝谏，令其防守下阳的边关。晋献公用重金贿赂犬戎，让他们骚扰虢国边境。虢公醜先在渭汭击败犬戎，但犬戎随后倾全国之兵与虢国对抗，虢公醜于是率兵与犬戎相持于桑田。晋献公又采纳荀息的建议，用宝马玉璧贿赂虞国国君。宫之奇以唇亡齿寒的道理苦劝虞公，虞公不听，宫之奇想要再进谏，被百里奚劝阻。晋献公于是任命里克为主将、荀息为副将率兵车四百攻打虢国。荀息以虞国为内应，用铁叶车百乘内藏有晋兵的方式，攻占舟之侨防守的下阳，舟之侨被迫降晋。虢公醜在桑田得知下阳失陷，急忙撤兵回守上阳，途中遭到犬戎的掩杀，身边只剩数十乘。晋兵围困上阳四个月后，上阳投降，虢公醜带领家眷出奔京师，晋国随后攻灭虞国。